# 사랑이 하고 싶다
《사랑이 하고 싶다》는 2001년 11월 9일에 MBC에서 방영한 베스트극장이다.

## 등장 인물

### 주요 인물
- 이상우 : 진섭 역
- 정소영 : 자영 역

### 그 외 인물
- 김나운 : 선이 역
- 김정균 : 태환 역
- 엄춘배
- 최재진
- 민경